# Malta nos Jogos Olímpicos de Verão de 2000
Malta participou dos Jogos Olímpicos de Verão de 2000 em Sydney, Austrália. 